# Florin Segărceanu
Florin Segărceanu (ur. 29 marca 1961 w Bukareszcie) – rumuński tenisista, reprezentant kraju w Pucharze Davisa.

## Kariera tenisowa
Zawodowym tenisistą był w latach 1979–1992. Segărceanu jest mistrzem jednego turnieju i finalistą pięciu o randze ATP World Tour w grze podwójnej.
W latach 1978–1991 reprezentował Rumunię w Pucharze Davisa, notując bilans trzydziestu ośmiu zwycięstw i dwudziestu pięciu porażek.
W rankingu gry pojedynczej najwyżej był na 73. miejscu (10 października 1983), a w klasyfikacji gry podwójnej na 49. pozycji (8 października 1984).

### Finały w turniejach ATP World Tour
| Legenda                                      |
| -------------------------------------------- |
| Wielki Szlem                                 |
| Igrzyska olimpijskie                         |
| Tennis Masters Cup / ATP Finals              |
| ATP Masters Series / ATP Tour Masters 1000   |
| ATP International Series Gold / ATP Tour 500 |
| ATP International Series / ATP Tour 250      |

#### Gra podwójna (1–5)
| Końcowy wynik | Nr | Data                 | Turniej       | Nawierzchnia    | Partner           | Przeciwnicy                 | Wynik finału  |
| ------------- | -- | -------------------- | ------------- | --------------- | ----------------- | --------------------------- | ------------- |
| Finalista     | 1. | 16 października 1983 | Bazylea       | Twarda (hala)   | Stefan Edberg     | Pavel Složil Tomáš Šmíd     | 1:6, 6:3, 6:7 |
| Zwycięzca     | 1. | 30 października 1983 | Kolonia       | Dywanowa (hala) | Nick Saviano      | Paul Annacone Eric Korita   | 6:3, 6:4      |
| Finalista     | 2. | 10 czerwca 1984      | Monachium     | Ceglana         | Wojciech Fibak    | Boris Becker Wojciech Fibak | 4:6, 6:4, 1:6 |
| Finalista     | 3. | 20 października 1985 | Tel Awiw-Jafa | Twarda          | Michael Robertson | Brad Gilbert Ilie Năstase   | 3:6, 2:6      |
| Finalista     | 4. | 20 sierpnia 1989     | Stuttgart     | Ceglana         | Cyril Suk         | Petr Korda Tomáš Šmíd       | 3:6, 4:6      |
| Finalista     | 5. | 12 sierpnia 1990     | Praga         | Ceglana         | George Cosac      | Vojtěch Flégl Daniel Vacek  | 7:5, 4:6, 3:6 |